# Jean-François Plante
Jean-François Plante est un homme politique et commentateur conservateur québécois.
Il fut candidat à l'élection à la direction de l'Action démocratique du Québec de 2009 avec la ferme intention de créer une voix crédible de droite manquante au Québec avec le slogan "l'Action Adroite" . En 2006, il lance Radio XTRM. Plante tient également un blog sur YouTube nommé Édito Jeff Plante. Il fut le rédacteur en chef de République de Bananes, site Web de nouvelles et d'analyse canadienne français. Il fut aussi Animateur et directeur des programmes de la station de radio CJMS.

## Politique municipale
En 1998 , il a été élu au conseil municipal de Montréal dans le district de Père-Marquette avec 34 % des voix, battant le candidat sortant Robert Laramée  (33 %). En 2001 , Plante se représente dans le district de Louis-Hébert (Rosemont-Petite-Patrie), obtenant 64 % des voix. Plante était affilié au parti Vision Montréal , dirigé à l'époque par Pierre Bourque.
Il quitte la politique municipale en 2005 .

### Politique Provinciale
Plante s'est présenté pour l'Action démocratique du Québec (ADQ) dans la circonscription de Deux-Montagnes en 2007. En 2012 avec l'appui d'anciens de l'aile droite de l'ADQ, de l'ex chef de cabinet de Stephen Harper, Richard Décarie et d'anciens élus conservateurs, il refonde le Parti Conservateur du Québec dont il fut nommé président.  